# سلیمان رحیمف
سلیمان رحیمف (ترکی آذربایجانی: Süleyman Rəhimov) نویسنده، رمان‌نویس، نثرنویس و سردمدار اهل آذربایجان شوروی بود. وی در ۴ آوریل سال ۱۹۰۰، در استان «الیزاوتپل» امپراتوری روسیه زاده شد. در سال ۱۹۳۸، به عضویت در اتحادیه نویسندگان آذربایجان درآمد. در سال‌های ۱۹۶۰ و ۱۹۷۵، از و به ترتیب به عنوان «نویسنده مردم» و «قهرمان کار سوسیالیستی» تقدیر شد.

## زندگی‌نامه
سلیمان رحیمف در ۴ آوریل سال ۱۹۰۰، در سویتای «آیین» از توابع «زنگازور» (شهرستان قبادلی کنونی) چشم به دنیا گشود. او که در خانواده‌ای کشاورز به دنیا آمده بود، از سوی عمویش «الله‌وردی» تربیت شد. ابدتا آموزش دینی دید. بعد دوره ابتدایی را در مدرسه روسی دو ساله پشت سر گذاشت.
بعد از آنکه دوره متوسطه را به پایان رسانیده، وارد هنرستان شد. بعدها نیز در دارالمعلیمی در شوشی به آموزش خود ادامه داد. پس از فارغ‌التحصیل شدن، در شهرستان‌های مختلف «زنگازور» آموزگاری نمود. در سال ۱۹۲۸، با دوستش «علی ولی‌اف» به باکو رفت. اینجا در طی سه سال مشغول درس خواند در دانشکده تاریخ دانشگاه دولتی آذربایجان شد. همزمام در «کلاس‌های سوادآموزی» به کارگران سالخورده درس داد.
اولین اثر سلیمان رحیمف که به نویسندگی در سال ۱۹۳۰ آغاز نمود، «شامو» نام دارد. با این حال، وی در مدت ۵۰ سال روی این اثر کار کرده و تغییراتی در آن انجام داد. یکی از معروف‌ترین آثار وی «خاک سیاه و زر زرد» نام دارد.

## فعالیت‌های سیاسی
سلیمان رحیمف در فاصله‌های سال‌های ۱۹۳۹–۴۰، ۱۹۴۴–۴۶ و ۱۹۵۴–۵۸ سکان هدایت اتحادیه نویسندگان آذربایجان را در دست گرفت. بین سال‌های ۱۹۳۴ الی ۱۹۳۷ در سمت‌های مختلف حزب کمونیست در شهرهای ساموخ، شاهبوز، لاچین و «نراشن» آذربایجان اشتغال یافت. میان سال‌های ۱۹۴۰ تا ۱۹۴۱ سمت دبیری تبلیغات بخش حزب کمونیست آذربایجان در باکو را بر عهدا گرفت. در سال‌های ۱۹۴۱ تا ۱۹۴۴ معاونت دبیر تبلیغات بخش حزب کمونیست آذربایجان در باکو و در سال‌های ۱۹۴۵ الی ۱۹۵۸ ریاست «کمیته امور آموزش و پرورش» در کابینه دولت آذربایجان شوروی را عهده‌دار شد.

## جوایز
- جایزه «قلم طلای» اتحادیه خبرنگاران آذربایجان (سال ۱۹۷۲)
- نشان لنین (سه بار در سال‌های ۱۹۴۶، ۱۹۷۰، ۱۹۷۵)
- نشان «پرچم سرخ کار» (سال ۱۹۵۹)
- نشان «افتخار» (۱۹۴۲)

در سال ۱۹۶۰ وی به منزله «نویسنده مردم» و در سال در سال ۱۹۷۵ به عنوان «قهرمان کار سوسیالیستی» مورد تقدیر قرار گرفت.
علاوه بر این‌ها، سملیمان رحیمف تعتاد زیادی مدال‌ها نیز در سال‌های مختلف دریافت کرد.
سملیمان رحیمف در ۱۱ اکتبر سال ۱۹۸۳ درگذشت و در پارک مفاخر باکو به خاک سپرده شد.